# Alex Tyus
Alexander "Alex" Trent Tyus (St. Louis, 8 de janeiro de 1988) é um basquetebolista profissional estadunidense naturalizado israelense e convertido ao judaísmo que atualmente joga pelo Maccabi Electra.